# Túnel de Homer
El túnel de Homer es un túnel de carretera de 1,2 km de longitud situado en la región de Fiordland, en la Isla Sur de Nueva Zelanda, inaugurado en 1953. Por él pasa la autopista estatal 94 de Nueva Zelanda, que une Milford Sound con Te Anau y Queenstown, atravesando las montañas Darran en el collado de Homer, y conecta el valle del río Hollyford, al este, con el del Cleddau, al oeste.
El túnel es recto y originalmente tenía un solo carril y estaba asfaltado con grava. Las paredes del túnel siguen siendo de granito sin revestir. El extremo este se encuentra a 945 m de altitud y el túnel recorre 1270 m con una pendiente aproximada de 1:10 hasta la boca oeste. Hasta que fue asfaltado y ampliado, era el túnel con superficie de grava más largo del mundo.

## Historia

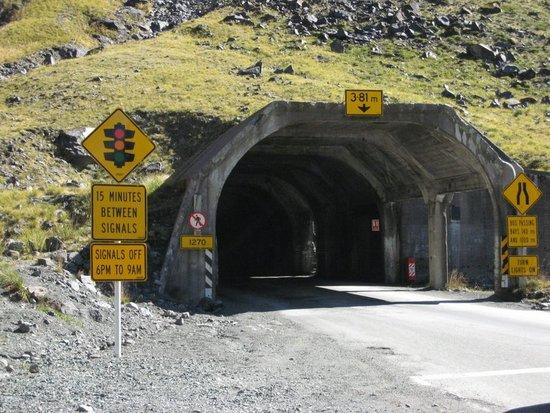
La entrada oriental del túnel

William H. Homer y George Barber descubrieron el collado de Homer el 27 de enero de 1889. Homer sugirió que un túnel a través del collado proporcionaría acceso a la zona de Milford.

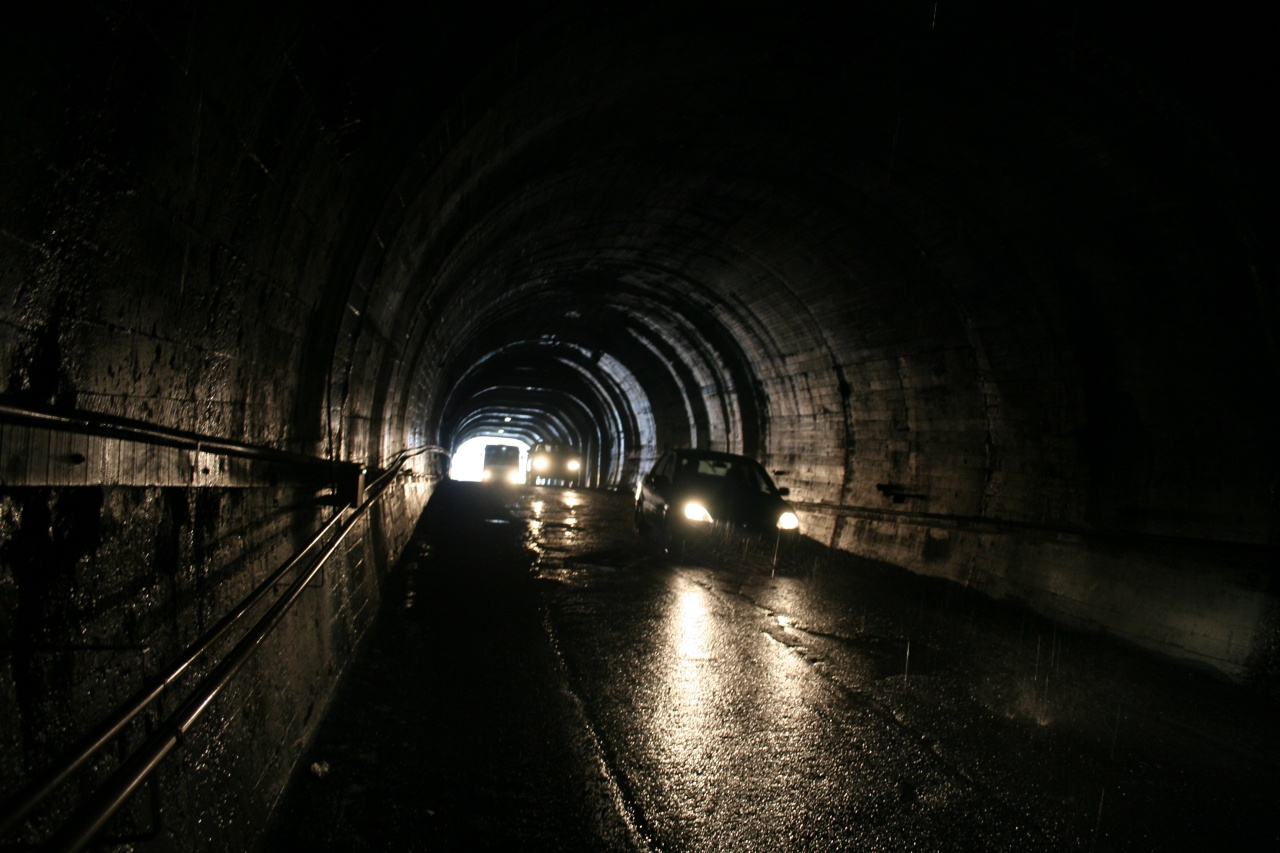
100 metros en el interior del túnel Homer

Los trabajadores del gobierno comenzaron a construir el túnel en 1935, tras la presión ejercida por J. Cockburn, de la Southland Progress League, y la finalización de al menos una carretera en mal estado hasta la entrada oriental ese mismo año. El túnel y la carretera de la Milford Road fueron construidos durante la Depresión, inicialmente con cinco hombres que utilizaban picos y carretillas. Los hombres tuvieron que vivir en tiendas de campaña en una zona montañosa donde podía no haber luz solar directa durante la mitad del año. Al menos tres murieron a causa de avalanchas en las décadas siguientes.
Los avances fueron lentos y se vieron dificultados por las condiciones adversas, como las fracturas en la roca que provocaban que el agua procedente del deshielo llegara al túnel. Finalmente, se instalaron compresores y una central eléctrica en el río cercano para bombear 40 000 litros de agua por hora. Las obras también se vieron interrumpidas por la Segunda Guerra Mundial (aunque la perforación de la montaña se había logrado con éxito en 1940) y por una avalancha en 1945 que destruyó la entrada oriental del túnel. Estos problemas retrasaron la finalización e inauguración del túnel hasta 1953.

## Seguridad
En 2002, un autobús turístico que transportaba turistas de Singapur se incendió en su interior, a 150 metros de la boca oriental. Los pasajeros y el conductor del autobús tuvieron que atravesar el túnel a oscuras y lleno de humo para ponerse a salvo con la ayuda de las luces de carretera del tráfico rodado a la entrada de la boca oriental. Sin embargo, dos pasajeros se separaron y se dirigieron al extremo de Milford. Tres personas fueron trasladadas al hospital de Southland, donde permanecieron en observación durante una hora por inhalación de humo del autobús en llamas. A raíz de este incidente, se instaló un teléfono por satélite y extintores en el túnel.
En enero y marzo de 2008, dos autobuses turísticos fueron destruidos por el fuego fuera del túnel, aunque los incendios no estaban relacionados con este. 
En 2004 se instaló iluminación en el techo y se reintrodujeron semáforos para reducir las limitaciones de capacidad y los problemas de seguridad. Aunque el túnel es lo bastante grande para que pasen un autobús y un vehículo más pequeño, los cruces en los que intervienen dos autocares o autocaravanas resultan problemáticos. Los semáforos solo funcionan de día durante la temporada alta de verano, ya que el riesgo de avalanchas hace que no sea seguro parar y hacer cola en los accesos en invierno y primavera. 
Se ha hablado muchas veces de ensanchar el túnel para permitir una verdadera doble vía. Aunque esto haría innecesario obligar a los coches a esperar en las zonas de aludes, los elevados costes lo hacen improbable, especialmente para una carretera que, aunque soporta poco tráfico, es de gran importancia para la industria turística. También se considera que los sistemas de alerta de aludes de la zona cumplen los estándares mundiales. Además, Transit New Zealand (a partir de 2005) tenía la realineación del cobertizo para avalanchas de la entrada este de Homer como una de las «grandes prioridades de actividad» de su lista de planificación. El proyecto habría costado entre 14 y 15 millones de dólares neozelandeses y era improbable que comenzara antes de finales de esa década. 
En 2010 se volvió a plantear la posibilidad de ampliar el túnel.
En 2020, cuando el Gobierno neozelandés anunció una financiación de 25 millones de dólares para mejorar la seguridad del túnel a través de su paquete de medidas de renovación, se descartó la posibilidad de ampliarlo y se iniciaron las obras, que debían estar terminadas en 2023. Sin embargo, en 2021 se informó de que las restricciones presupuestarias obligarían a reducir las mejoras.
Se han presentado otras propuestas para evitar por completo el túnel de Homer y reducir el tiempo de viaje desde Queenstown, entre las que se encuentra un túnel en Milford Dart que fue rechazado en 2013.